# Lobocleta sublataria
Lobocleta sublataria là một loài bướm đêm trong họ Geometridae.